# Lucrècia Borja

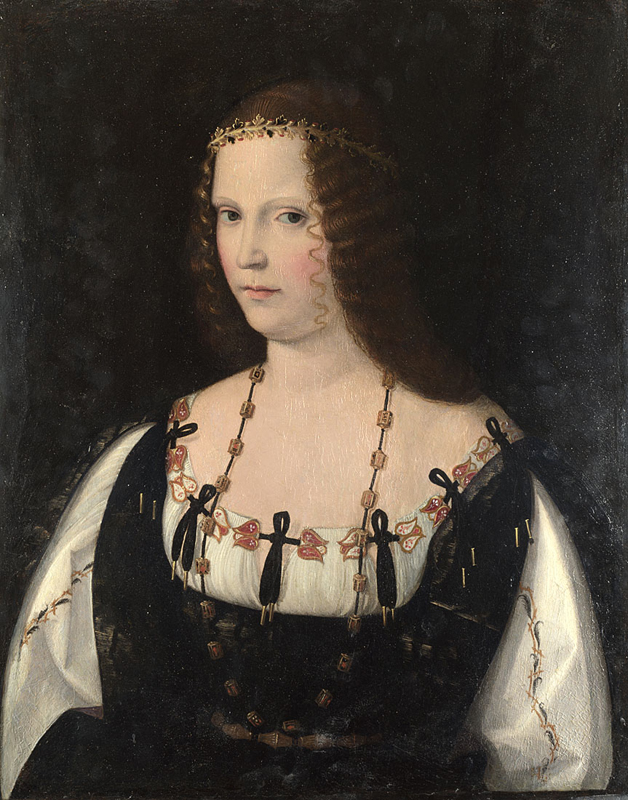
Retrat ideal d'una dona, de Bartolommeo Veneto, suposadament Lucrècia Borja

Lucrècia Borja (Roma, Estats Pontificis, 18 d'abril de 1480 - 24 de juny de Ferrara, ducat de Ferrara, 1519), també anomenada Lucrècia Borgia, fou una donzella provinent de la dinastia valenciana dels Borja que va esdevenir duquessa consort del ducat de Mòdena i Ferrara.
Lucrècia es convertí, a mans del seu pare, en una peça del seu joc polític a Itàlia, i a la qual facultà per exercir càrrecs administratius, com el de governadora de Spoleto. Lucrècia apareixia sovint al costat del seu pare en cerimònies públiques i, cosa que escandalitzava el mestre de cerimònies i dietarista Burckard, en la seva absència residia a les habitacions pontifícies i se li permetia obrir-li la correspondència i convocar els cardenals en cas de necessitat.

## Orígens familiars

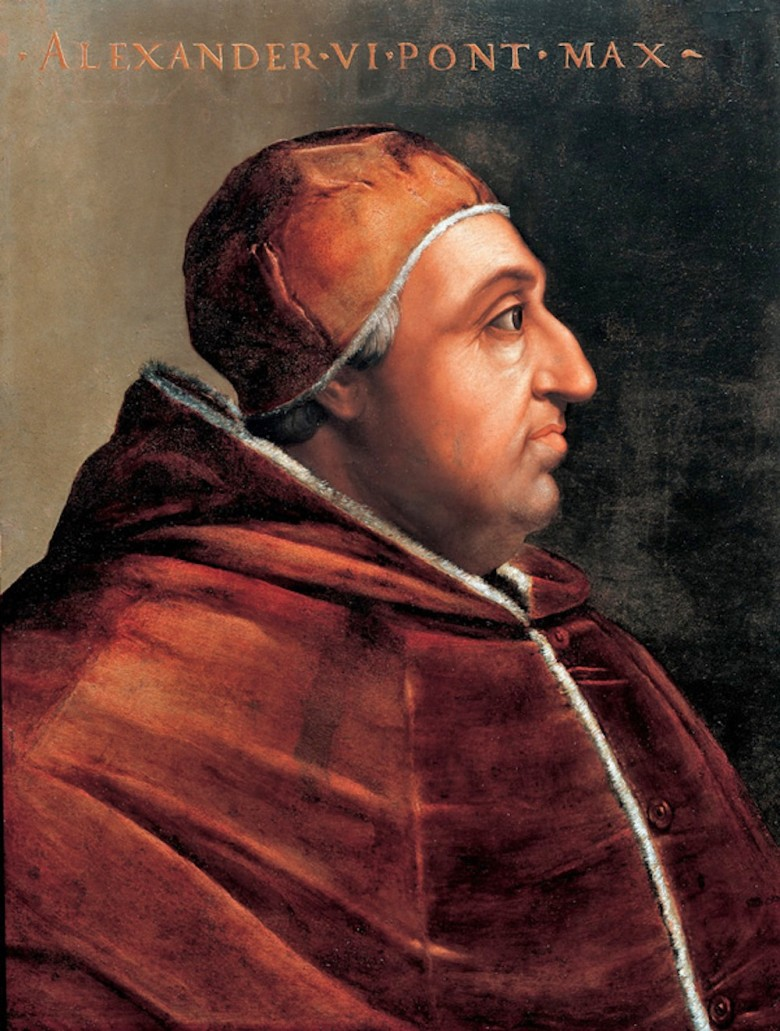
Imatge d'Alexandre VI

Va néixer el 18 d'abril de 1480 a la ciutat de Roma sent filla il·legítima de Roderic de Borja, el qual arribaria a ser el papa Alexandre VI, i de Vannozza Cattanei. Descendent de la dinastia dels Borja, originària de Xàtiva (País Valencià), fou germana de Joan i Cèsar Borja.
Va ser criada a Roma sota la tutela de la seva parenta Adriana del Milà, en companyia, entre d'altres, de Giulia Farnese, amant d'Alexandre VI. Els seus matrimonis, així com les negociacions per a unions que no van arribar a bon port, reflecteixen els contextos i els objectius polítics del seu pare. El febrer de 1491, l'aleshores encara vicecanceller pensa entroncar a través d'ella amb l'alta noblesa valenciana. Ferdinand Gregorovius, a qui es deu l'aportació més important de documents sobre Lucrècia, va descobrir entre els protocols del notari romà Camillo Beneimbene els capítols matrimonials de la noia, aleshores menor d'edat, amb Querubí Joan de Centelles, unió que finalment no es va realitzar; al document es considerava que més endavant seria enviada a València, una terra que mai no arribà a visitar. Pocs mesos després, el ja papa Alexandre la destinava a casar-se amb el comte d'Almenara, Gaspar de Pròixida; el novembre de 1492 s'anul·len els capítols.

## Núpcies i descendents

### Primeres núpcies
Es casà el 12 de juny de 1493 a la basílica de Sant Pere del Vaticà, en una missa oficiada pel papa Alexandre VI, amb Joan Sforza, senyor de Pesaro i descendent de la dinastia Sforza. Aquest enllaç va revelar les aliances entre el papat i el ducat de Milà, en aquells moments sota control de Lluís Sforza, Il Moro. La unió va durar tant com l'aliança política que la justificava, i quan la política papal es decantà a favor de la dinastia aragonesa de Nàpols el matrimoni fou anul·lat adduint que no havia estat consumat el 1497.

### Estranyes relacions

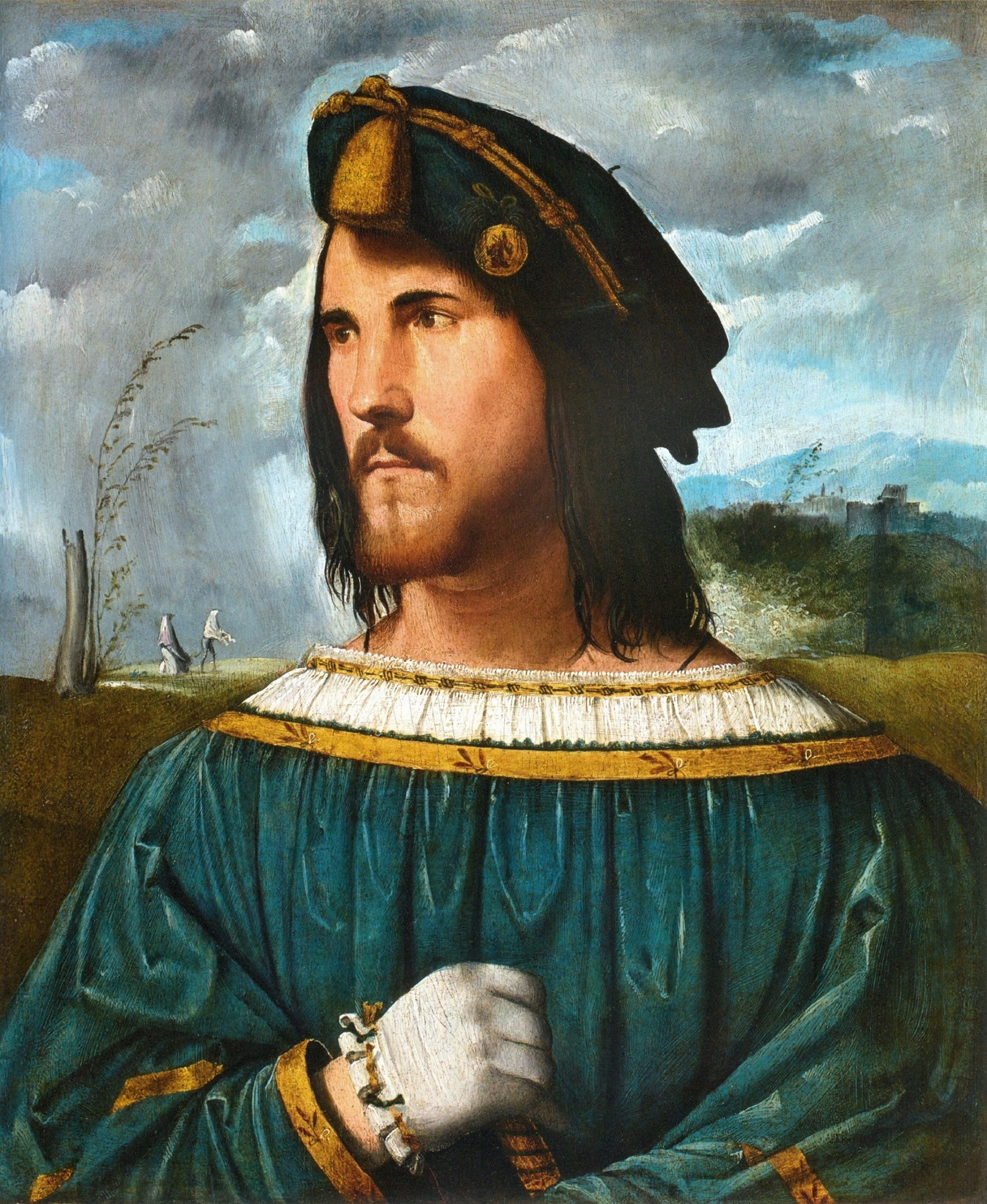
Imatge de Cèsar Borja

Mentre es portava a terme la separació amb Joan Sforza, Lucrècia fou reclosa en un monestir i la seva única relació amb l'exterior era mitjançant missatges que li enviava el seu pare per mitjà d'un tal Perotto. Just abans de les noces amb el seu següent marit, Alfons d'Aragó, als 17 anys, va donar llum a Joan de Borja, anomenat Infans Romanus (el nen de Roma), futur duc de Nepi. El papa Alexandre VI va emetre l'any 1501 dues butlles: en la primera va reconèixer el nen com a fill de Cèsar Borja i, en la segona, que es va mantenir secreta durant anys, el va reconèixer com a fill d'ell mateix. Les butlles no esmenten Lucrècia, encara que, al cap de poc de temps, Perotto va assegurar que l'infant era fill seu. El 1502, per donar veracitat a la idea de ser fill de Cèsar, aquest infant fou nomenat duc de Camerino, títol que pertanyia al mateix Cèsar Borja.
Nombrosos historiadors sostenen fins a tres teories diferents sobre aquest infant, el qual és considerat fill de Lucrècia i d'Alfons d'Aragó, el seu següent marit; fill de les seves suposades relacions del seu germà Cèsar o el seu pare amb una dona anònima (com indiquen les butlles de 1501); o bé un fill incestuós de Lucrècia i el seu pare.

### Segones núpcies
Com a resultat de l'apropament del papat vers el Regne de Nàpols, el juny de 1498 se signen els capítols matrimonials de Lucrècia amb Alfons d'Aragó, fill del difunt rei Alfons II de Nàpols i la seva amistançada Troggia Gazela, i germanastre de Ferran II de Nàpols. La cerimònia es realitzà al Vaticà el dia 21 de juliol d'aquell any, i d'aquesta relació nasqué:
- Roderic d'Aragó (1499-1512), príncep de Biscaglia i duc de Sermoneta

Amb el temps, aquesta aliança es va tornar políticament adversa, entre altres motius per les intrigues maquiavèl·liques dels Borja. Cèsar ordenà matar Alfons, el qual fou atacat una nit de juliol de 1500 i quedà ferit. En venjança, els homes d'Alfons disparen a Cèsar amb els seus arcs quan caminava pel jardí, jurant aquest novament venjança. Lucrècia, sabent el mal que volia fer el seu germà, no se separà dia i nit del costat d'Alfons, fins que enganyada per Cèsar abandonà la seva cambra, moment en el qual un home de confiança dels Borja assassinà Alfons.

### Terceres núpcies

Imatge d'Alfons I d'Este

El gir de la política napolitana del papa, davant la nova amenaça d'incursió francesa, posà en perill la vida del duc de Bisceglie a Roma, i aquest serà finalment assassinat el 1501, seguint ordres de Cèsar. El desembre d'aquell matei any s'acordà el matrimoni de Lucrècia amb l'hereu del ducat de Ferrara, el futur Alfons I d'Este, enllaç que es realitzà el 2 de febrer de 1502 a la basílica de Sant Pere del Vaticà. Aquesta unió aporta als Borja el prestigi aristocràtic de la família, i sembla que fou arran d'aquest fet que va caldre forjar una llegenda sobre els seus orígens que els remuntava fins a Hèrcules. D'aquesta unió nasqueren:
- Hèrcules II d'Este (1508-1559), duc de Ferrara i Mòdena
- Hipòlit d'Este (1509-1572), cardenal
- Alexandre d'Este (1514-1516)
- Francesc d'Este (1516-1578), marquès de Massalombarda
- Elionor d'Este (1515-1575), religiosa
- Isabel Maria d'Este (1519-1521)

## Duquessa consort
Durant els primers anys a Ferrara, un nucli important del Renaixement italià impulsat pel duc Hèrcules, Lucrècia s'envoltà d'un petit grup de familiars i d'algun servidor borgià, d'humanistes locals com els Strozzi, Celio Calcagnini i Antonio Tebaldeo, i entrà en contacte amb Pietro Bembo, secretari papal, que li va dedicar Gli Asolani; la relació de la duquessa tant amb aquest com amb el menor dels Strozzi, mort en tràgiques circumstàncies, alimentarà la llegenda sobre el personatge.

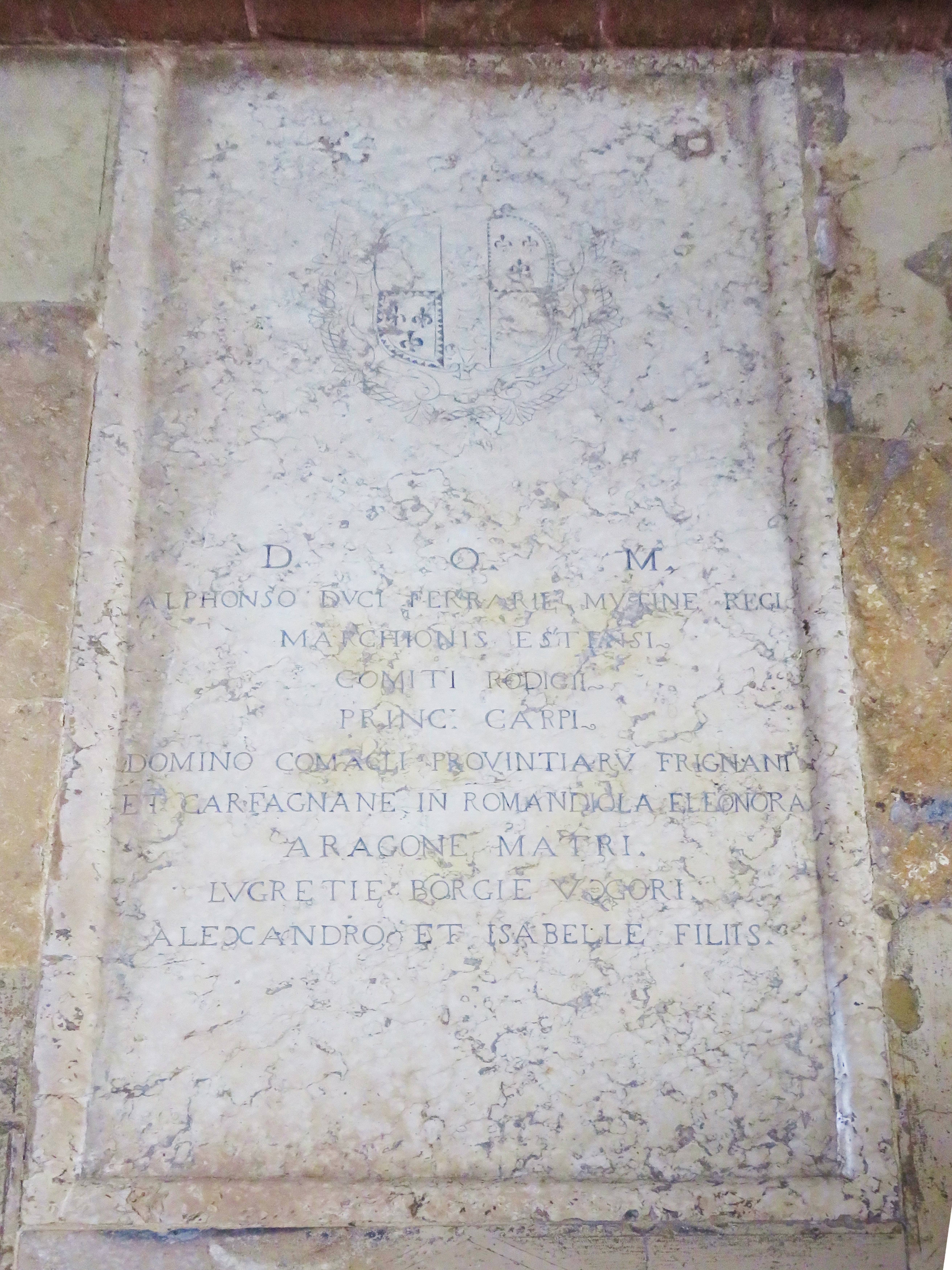
Tomba d'Alfons I d'Este i de la seva esposa, Lucrècia Borja, a Ferrara

Lucrècia havia sortit de Roma el 1502 per instal·lar-se a la cort ducal dels Este i ja no va tornar mai més a la ciutat. La historiografia d'arrel romàntica ha interpretat els anys a Ferrara com un retir aburgesat que la salva de la caiguda dels Borja. La mort d'Alexandre deixa Lucrècia en una situació delicada, davant de la campanya de descrèdit contra la família, tot i que la relació amb els Este la manté relativament al marge. Un cop Cèsar iniciï el període que el durà de presó en presó a Itàlia i a la península Ibèrica, Lucrècia intercedirà a favor seu davant de diverses autoritats, entre les quals hi ha el seu sogre, que considera la possibilitat d'una tornada de Cèsar a la Romanya.
En heretar el seu marit el ducat de Ferrara i Mòdena el juny de 1505 esdevé duquessa consort d'aquests territoris, i observà les tenses relacions entre el seu espòs i els seus germans per l'herència familiar. L'ambició de la República de Venècia i del papat (Juli II i Lleó X) d'incorporar-lo als Estats Pontificis fa que el duc es vegi immers en contínues guerres, durant les quals Lucrècia exerceix com a lloctinenta, i en les quals perdé el ducat de Ferrara, que fou incorporat temporalment als Estats Pontificis.
Les complicacions del darrer part porten Lucrècia a la mort el 24 de juny de 1519 a la ciutat de Ferrara, i fou enterrada al costat del seu espòs.

## Aparença

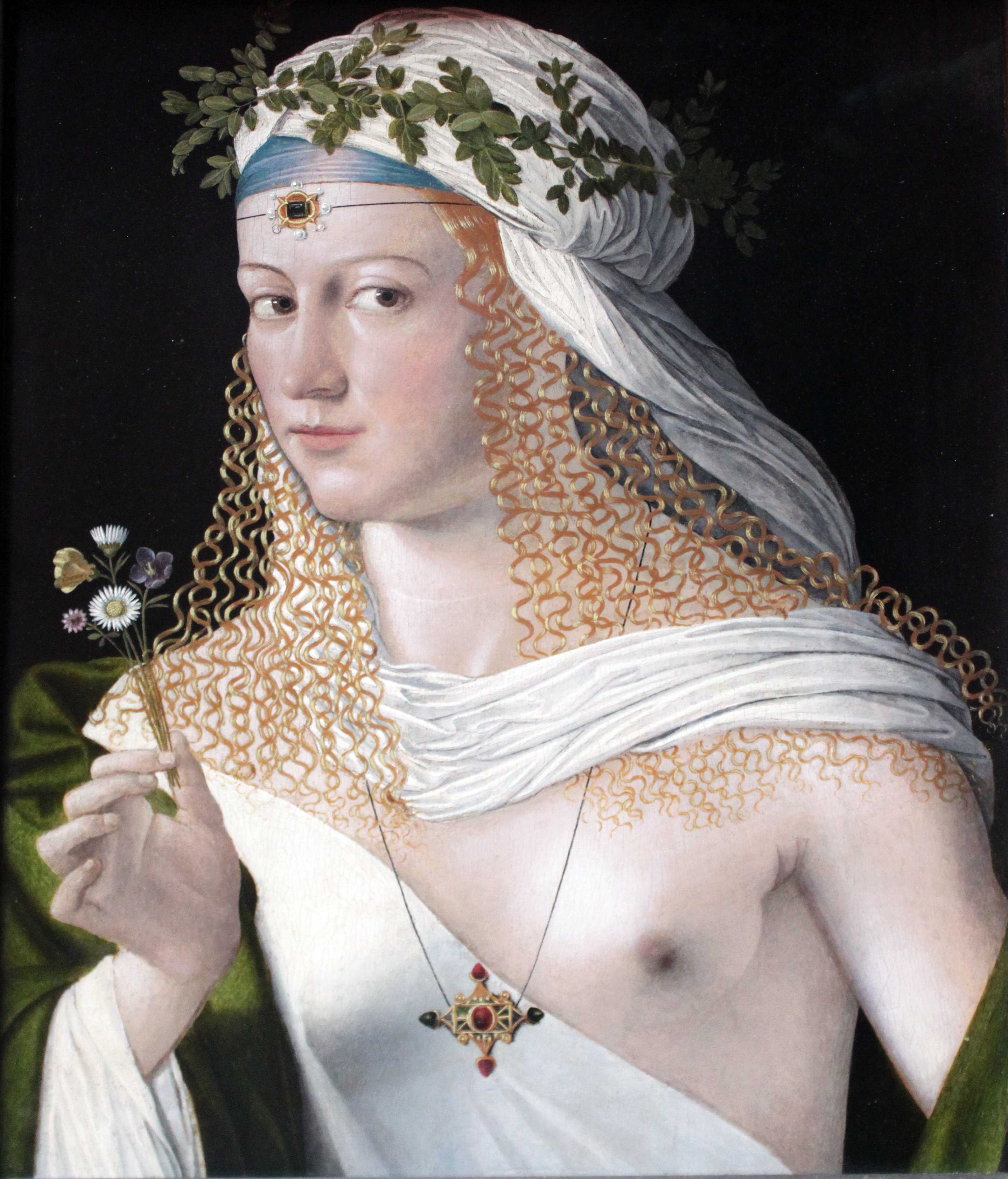
Retrat de dona de Bartolommeo Veneto, tradicionalment presumpta Lucrècia Borja.

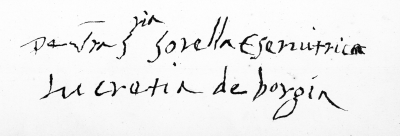
Signatura de Lucrèca Borja en una carta a la seva cunyada Isabella Gonzaga, març de 1519

Es descriu amb un cabell ros pesat que li queia per sobre dels genolls, una complexió preciosa, ulls color avellana que canviaven de color, un pit ple i alt i una gràcia natural que la feia semblar caminar per l'aire. Aquests atributs físics eren molt apreciats, a Itàlia per les seves descripcions paral·leles de la deessa romana de les arts, Minerva. Una altra descripció deia: «La seva boca és bastant gran, les dents d'un blanc brillant, el seu coll és esvelt i clar, i el bust és admirablement proporcionat».
Un quadre, Retrat d'una jove de Dosso Dossi a la National Gallery of Victoria, va ser identificat com un retrat de Lucrècia el novembre de 2008.  Aquesta pintura pot ser l'únic retrat formal que es conserva de Lucrècia Borja; tanmateix, hi ha dubtes sobre aquesta atribució. També s'ha dit que diverses altres pintures, com el retrat fantasiós de Veneto, la representen, però cap ha estat acceptada pels estudiosos, actualment.
Segons Mandell Creighton a la seva Història del Papat:
| « | Lucrezia era personalment popular per la seva bellesa i la seva afabilitat. Els seus llargs cabells daurats, la seva dolça cara infantil, la seva expressió agradable i les seves maneres gràcils, semblen haver colpit tots els que la van veure. | » |

## Llegenda negra

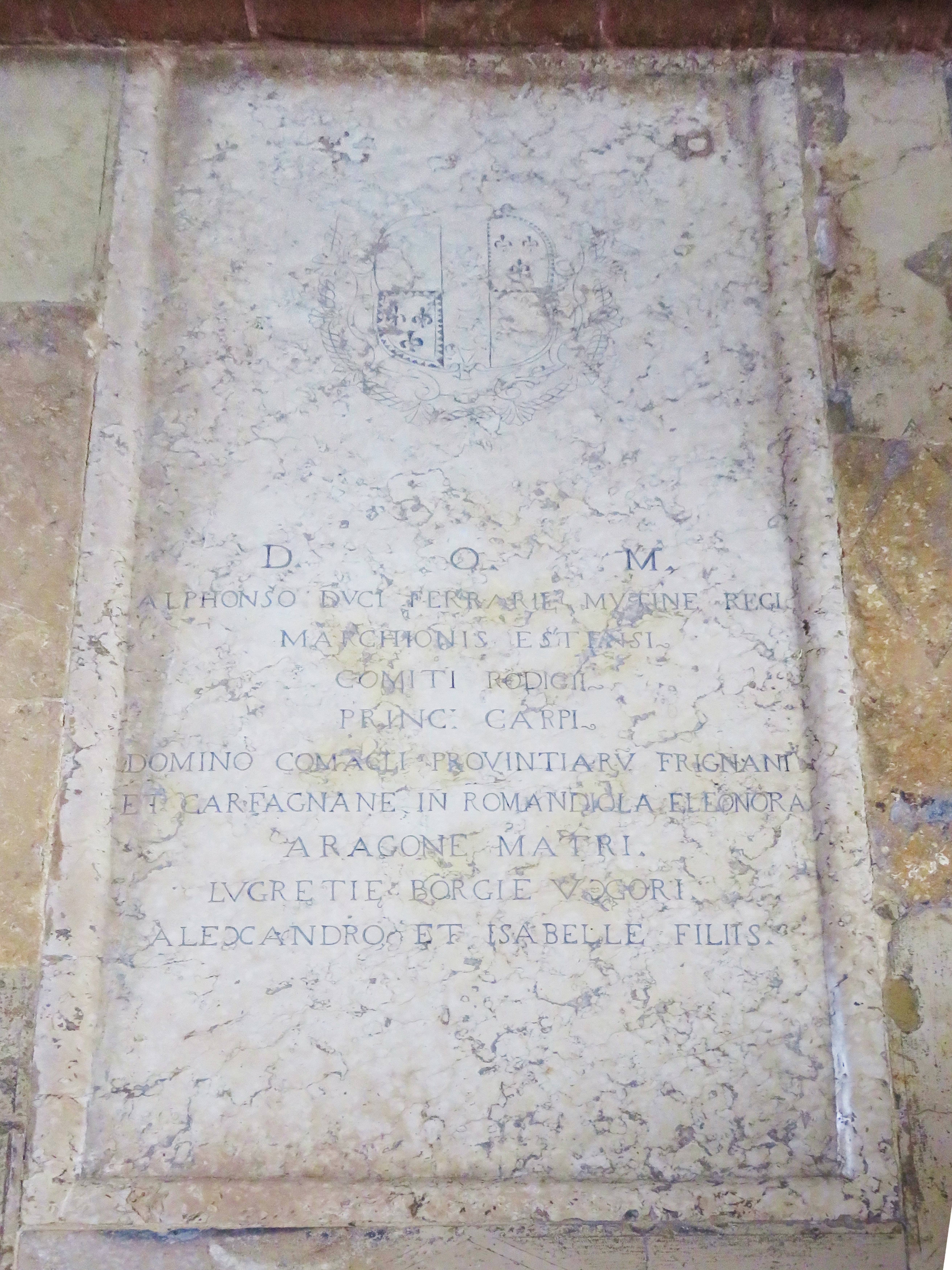
La tomba conjunta d’Alfons I d'Este i Lucrècia Borja, Ferrara.

Al llarg dels anys han persistit diversos rumors, principalment especulant sobre la naturalesa de les festes extravagants organitzades per la família Borja. Un exemple és el Banquet de les Castanyes. Moltes d'aquestes denúncies es refereixen a les acusacions de la participació de Lucrècia en l'incest, l'enverinament i l'assassinat. Per exemple, es rumorejava que Lucrècia tenia un anell buit que utilitzava per enverinar les begudes. Tanmateix, no existeix cap base històrica per a aquestes acusacions, més enllà dels atacs dels seus enemics.
Una pintura britànica moderna del segle XX de Frank Cadogan Cowper que es troba a la galeria d'art Tate Britain de Londres representa Lucrècia substituint el seu pare, el papa Alexandre VI, en una reunió oficial del Vaticà. Sembla que això documenta un esdeveniment, encara que el moment representat (un frare franciscà besant els peus de Lucrècia) va ser inventat per l'artista.

## En la cultura popular

### Literatura i òpera
- La novel·la de 1791 de FM Klinger  Fausts Leben, Thaten und Höllenfahrt inclou un episodi en què apareixen els Borja, inclosa una aventura entre Faust i Lucrècia.
- L'autor francès Victor Hugo va escriure el 1833 l'obra teatral Lucrèce Borgia.
- L'obra de Victor Hugo va ser transformada en un llibret de Felice Romani per a l'òpera de Donizetti, Lucrezia Borgia (1834), representada per primera vegada a La Scala, Milà, el 26 de desembre de 1833.
- L'escriptor holandès Louis Couperus va publicar l'any 1920 una història anomenada Lucrezia que té lloc entre la mort del seu segon marit i el matrimoni del seu tercer.[15]
- La novel·la històrica de 1947 Prince of Foxes de Samuel Shellabarger descriu les aventures de la fictícia Andrea Orsini, un capità al servei de Cèsar Borja, durant la seva conquesta de la Romanya; es va convertir en una pel·lícula del mateix nom el 1949, protagonitzada per Orson Welles i Tyrone Power.[16]
- Les dues novel·les de Jean Plaidy de 1958, Madonna of the Seven Hills i Light on Lucrezia, segueixen la història de Lucrècia i la seva relació amb el seu pare i els seus germans.[17]
- Lucrèca, Cèsar i Alexandre juguen un paper clau a la novel·la històrica de 1979 de Cecelia Holland City of God: A Novel of the Borgia.[18]
- A la novel·la de 2003 de Roberta Gellis Lucrècia Borja i la mare dels verins (ISBN 9780765306616), Alfons d'Este de Ferrara acusa Lucrècia d'assassinat, i ella ha de resoldre el crim i exposar el veritable assassí.

### En la ficció
- Al còmic de Marvel Comics Avengers West Coast No. 98 (setembre de 1993), el dimoni Satannish va ressuscitar Borgia com la supervillana Cyana. Com a homenatge a la seva reputació d'enverinar els seus amants a la vida, Cyana podria enverinar mortalment la gent amb les ungles afilades o un petó.[19]
- La família de Mario Puzo; publicat l'octubre de 2001ISBN 0-06-103242-5
- Gregory Maguire torna a explicar la història de Blancaneus amb Lucrècia com a dona que l'enverina, a la seva novel·la Mirall, mirall; publicat l'octubre de 2003ISBN 0-06-039384-X
- La núvia Borja de Jeanne Kalogridis; publicat el 31 de gener de 2005
- Kathleen McGowan es refereix a Lucrècia, com una de les moltes dones injustament vilipendiades, al seu llibre The Expected One. Es refereix en particular a la pintura de Frank Cadogan Cowper Lucretia Borgia Reigns in the Vatican in the Absence of Pope Alexander VI exposada a la Tate Gallery de Londres.
- Sang i bellesa de Sarah Dunant;ISBN 1-443-40644-9;ISBN 978-1-44340-644-4; Harper Collins Publishers Ltd, 8 de juliol de 2013
- La filla del papa de Dario Fo, traduït de l'italià per Antony Shugaar;ISBN 978-1-60945-274-2. Copyright de la traducció (c) 2015 per Edicions Europa
- La princesa del Vaticà de CW Gortner; publicat el 9 de febrer de 2016
- En nom de la família de Sarah Dunant;ISBN 978-1-84408-746-4; Virago Press 2017
- A l'univers de fantasia de ficció Warhammer Fantasy, el personatge Lucrezzia Belladonna és una referència a Lucrècia Borja. Lucrezzia és coneguda per haver enverinat uns quants dels seus antics amants.

### Cinema i televisió
- Lucrezia Borgia (1922) es basa en la vida de Lucrezia, que és interpretada per Liane Haid. Cèsar Borja és interpretat per Conrad Veidt.
- Lucrècia (Estelle Taylor) i Cèsar (Warner Oland) Borja són els principals antagonistes de la pel·lícula muda de Alan Crosland de 1926 Don Juan, protagonitzada per John Barrymore.[20]
- Lucrècia és el tema de la pel·lícula d'Abel Gance Lucrezia Borgia (1935)[21] i de una pel·lícula francesa de 1953, interpretada per Martine Carol.[22]
- Lucrècia és la Bride of Vengeance (1949), interpretada per Paulette Goddard, amb Macdonald Carey en el paper de Cèsar Borja, i John Lund interpretant Alfons d'Este (Duc de Ferrara)[23][24]
- Al llargmetratge de Walerian Borowczyk Contes immoraux de 1973, Lucrècia és interpretada per Florence Bellamy.
- A la pel·lícula italiana Lucrezia giovane que va ser escrita i dirigida el 1974 per Luciano Ercoli (com André Colbert), Lucrècia va ser interpretada per Simonetta Stefanelli.[25]
- Al llargmetratge de 1982 The Secret Nights of Lucrezia Borgia del director Roberto Bianchi Montero, Lucrècia és interpretada per Sirpa Lane.[26]
- La interpreta Holliday Grainger a la sèrie de televisió Showtime/Bravo del 2011-2013 The Borgias, que explora un tema de l'incest amb Cèsar, malgrat la manca d'evidència històrica per a això.[27] El seu personatge no és representat com una assassina despietada, sinó inicialment com una noia compassiva i dolça que pateix les ambicions de la seva família, tant lluitant contra elles com, finalment, ajudant-les.
- A la sèrie de televisió de la BBC de 1983 Blackadder Goes Forth, el personatge del títol fa un comentari descarat sobre Lucrècia organitzant una "festa del vi i l'àntrax", presumiblement referint-se als rumors que persisteixen al voltant de les festes extravagants de les famílies Borja.[28]